# Atato Corcorúnio
Atato (em latim: Atatus) ou Atate (em armênio: Ատատ; romaniz.: Atat) foi um nobre armênio (nacarar) do século VI/VIII da família Corcorúnio, ativo no reinado do imperador Maurício (r. 582–602).

## Nome
Atato (Atatus) é a forma latina do armênio Atate (Ատատ, Atat), cuja origem é incerta. Foi registrado o nome de um cita, cuja leitura foi variadamente feita como Atamo (em grego: Αταμος) ou Atato (em grego: Ατατος), dada a semelhança entre ambas as letras na inscrição. Ferdinand Justi, ao defender a primeira leitura, assumiu ter relação com o nome Atão (Ատոմ, Atom). Por outro lado, Hračʻya Ačaṙyan propôs a segunda leitura e assumiu ter relação com o nome Atato.

## Contexto
Em 591, o imperador Maurício (r. 582–602) aceitou ajudar Cosroes II (r. 590–628) a reaver seu trono que havia sido usurpado por Vararanes VI (r. 590–591). Com a subsequente vitória dos aliados na guerra civil que se seguiu, Cosroes foi reconduzido ao trono e concordou em finalizar a guerra em curso entre o Império Sassânida e o Império Bizantino iniciada em 572. Como consequência da paz, grande parte da Armênia sassânida e da Ibéria Ocidental foram cedidas aos bizantinos e Maurício suspendeu o tributo que anteriormente era pago aos sassânidas.

## Vida

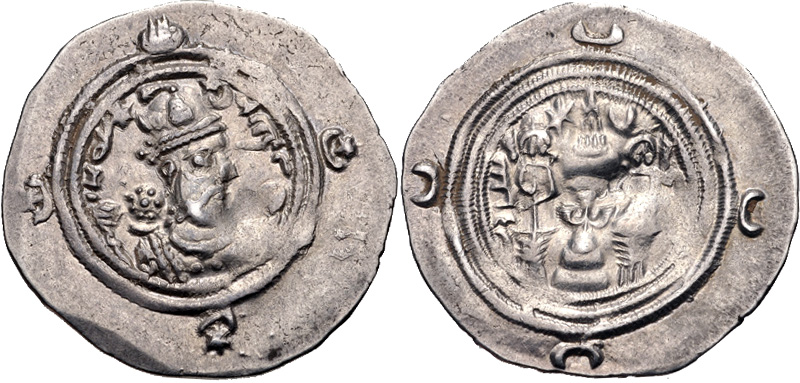
Dracma de r. cunhado em 590, ano de sua deposição

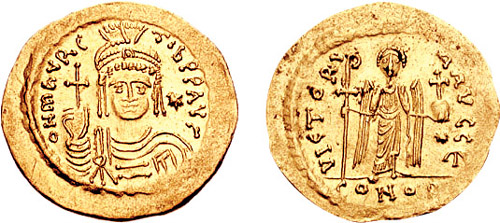
Soldo de Maurício r.

A parentela de Atato é desconhecida, salvo que pertencia à família Corcorúnio. Em 595/6, muitos nobres armênios estavam descontentes com o domínio bizantino e pretendiam rebelar-se. Cosroes II enviou o hamaracar (oficial fiscal) da Vaspuracânia com grande quantidade de tesouros carregados em camelos com o intuito de comprar a lealdade dos nobres. Samuel Vanúnio e seus companheiros Atato, Mamaque Mamicônio, Estêvão Siuni, Cotite Amatúnio e Teodoro Atrepatuni, seguidos por dois mil cavaleiros, encontraram o oficial na fronteira com o Azerbaijão, onde capturaram o tesouro, mas pouparam sua vida. Com os recursos que conquistaram, pretendiam contratar o apoio das tribos hunas ao norte do Cáucaso para assegurarem sua independência de bizantinos e sassânidas, mas ao alcançarem Naquichevão, desentenderam-se, dividiram o tesouro e acamparam no pântano de Chauque. Quando Cosroes soube do ocorrido, ordenou que uma carta fosse enviada a Maurício solicitando um exército para confrontá-los. Maurício respondeu enviando o general Heráclio, o Velho, que estava estacionado na Armênia, para encontrar as tropas sassânidas em Naquichevão. Os líderes dos rebeldes, exceto Atato e Samuel, optaram por se submeter aos sassânidas, sob promessas de salvo-conduto garantidas pelo hamaracar da Vaspuracânia.
Samuel e Atato fugiram com suas tropas e passarem pela vila de Saudeque, no canto sudeste do lago Sevã, antes de alcançarem a Albânia e entrarem em contato com os hunos. Pouco depois, acamparam na margem do rio Cura. Outros nobres os seguiram pouco depois e acamparam na margem oposta. Por não se sentirem convencidos de que podiam contar com o apoio huno, alguns revoltosos decidiram se submeter a Maurício, enquanto outros foram para junto do hamaracar sassânida. O oficial de Cosroes reuniu os nobres que foram junto dele e os convenceu a se manterem unidos, formando contingentes. O hamaracar partiu, mas deixou algumas tropas e informou que deviam aguardá-lo. Maurício, por sua vez, convocou Atato com suas tropas ao palácio imperial de Constantinopla e o realocou na Trácia. Na ocasião, recebeu honras, títulos e presentes. Em algum momento após estes eventos foi nomeado patrício, talvez após 601. Em 601, revoltou-se novamente, sendo convocado ao palácio com 70 companheiros. Foi calorosamente acolhido e recebeu presentes, sendo novamente enviado à Trácia. Porém, ao invés de seguir as ordens imperiais, desertou com seus homens e retornou à Armênia e se abrigou na fortaleza de Naquichevão. Foi sitiado pelos bizantinos, talvez sob Narses, mas foi libertado pelos sassânidas e tratado com honra por Cosroes II. Com a morte de Maurício em 602, Atato pensou em desertar novamente para os bizantinos, mas Cosroes o encontrou e executou.